# 6. ceremonia wręczenia nagród Brytyjskiej Akademii Filmowej
6. ceremonia rozdania nagród Brytyjskiej Akademii Sztuk Filmowych i Telewizyjnych.

## Laureaci

### Najlepszy film
- Bariera dźwięku
- Afrykańska królowa
- Angels One Five
- The Boy Kumasenu
- Siostra Carrie
- Złoty kask
- Płacz, ukochany kraju
- Śmierć komiwojażera
- Światła rampy
- Zagubione dzieciństwo
- Cud w Mediolanie
- Zapomniani
- Wykolejeniec
- Rashōmon
- Rzeka
- Deszczowa piosenka
- Tramwaj zwany pożądaniem
- Viva Zapata!

### Najlepszy zagraniczny aktor
- Marlon Brando – Viva Zapata!
- Humphrey Bogart – Afrykańska królowa
- Fredric March – Śmierć komiwojażera
- Pierre Fresnay – Bóg potrzebuje ludzi
- Francesco Golisano – Cud w Mediolanie

### Najlepszy brytyjski aktor
- Ralph Richardson – Bariera dźwięku
- Laurence Olivier – Siostra Carrie
- Alistair Sim – Folly To Be Wise
- Jack Hawkins – Zagubione dzieciństwo
- James Hayter – Klub Pickwicka
- Nigel Patrick – Bariera dźwięku

### Najlepsza brytyjska aktorka
- Vivien Leigh – Tramwaj zwany pożądaniem
- Celia Johnson – I Believe In You
- Phyllis Calvert – Zagubione dzieciństwo
- Ann Todd – Bariera dźwięku

### Najlepsza zagraniczna aktorka
- Simone Signoret – Złoty kask
- Nicole Stephane – Straszne dzieci
- Judy Holliday – The Marrying Kind
- Edwige Feuillere – Olivia
- Katharine Hepburn – Pat i Mike

### Najlepszy film dokumentalny
- Royal Journey

### Najlepszy brytyjski film
- Bariera dźwięku
- Angels One Five
- Płacz, ukochany kraju
- Zagubione dzieciństwo
- Wykolejeniec
- Rzeka